# GM Quader
Ghulam Muhammed Quader (né le 24 février 1948), plus connu sous le nom de GM Quader, est un homme politique bangladais et président du parti Jatiya en 2021. Il est le membre sortant du Jatiya Sangsad de la circonscription de Lalmonirhat-3. Il a été ministre du commerce et ministre de l'aviation civile et du tourisme de 2009 à 2014.

## Jeunesse et famille
GM Quader est né le 24 février 1948 dans une famille musulmane bengalie ayant ses racines à Dinhata (en). Ses parents sont Mokbul Hossain et Majida Khatun. Mokbul était avocat et a été ministre de l'ancien Maharaja de Cooch Behar. Quader avait huit frères et sœurs, dont l'ancien président du Bangladesh Hossain Mohammad Ershad, le banquier Mozammel Hossain Lalu (en) et Merina Rahman (en),. Il est marié à Sharifa Quader.

## Éducation
M. Quader a obtenu ses certificats d'études secondaires et supérieures à la Rangpur Zilla School et au Rangpur Carmichael College. Il a obtenu son Bachelor of Science en ingénierie mécanique à l'université d'ingénierie et de technologie du Bangladesh (BUET) en 1969.

## Carrière
Quader est membre du præsidium du parti Jatiya (JP). En outre, il a occupé des postes importants dans des ministères et organisations importants, notamment le ministère de l'établissement, la Bangladesh Petroleum Corporation (en), la Jamuna Oil Company (en) et la Bangladesh Tobacco Company (en) (aujourd'hui British American Tobacco Bangladesh). Il a travaillé au ministère de l'agriculture en Irak en tant qu'ingénieur mécanique de 1976 à 1977.
M. Quader a été élu au Parlement avec un ticket du parti Jatiya lors de la septième élection parlementaire et a été membre de la commission parlementaire permanente du ministère de la défense. Il a également été élu député lors de la huitième élection parlementaire et a été membre de la commission permanente du ministère de l'agriculture.
Depuis 2016, il a rejoint son frère aîné, Hossain Mohammad Ershad, qui était le fondateur et le président du parti Jatiya. Ershad avait déclaré faire de Quader le coprésident du parti bien que la femme d'Ershad, Rowshan Ershad, et ses députés étaient contre cette décision.